# Cambridge (Gloucestershire)
Cambridge – osada w Anglii, w hrabstwie Gloucestershire, w dystrykcie Stroud. Leży 18 km na południowy zachód od miasta Gloucester i 157 km na zachód od Londynu.